# چهاردری (چهارطاق)
چهاردری (چهار طاق) مربوط به دوره صفوی است و در ندوشن، مجاور بقعه شیخ علی خاموش واقع شده و این اثر در تاریخ ۱۰ خرداد ۱۳۸۲ با شمارهٔ ثبت ۹۱۲۱ به‌عنوان یکی از آثار ملی ایران به ثبت رسیده است.